# 枝幸中継局
枝幸中継局（えさしちゅうけいきょく）は北海道枝幸町歌登（旧歌登町域）辺毛内の偉茶忍山（いさしのぶやま）にある中継局である。ここでは枝幸中継局ではカバーできない問牧地区と目梨泊地区に設置されたミニサテライト局・枝幸問牧中継局と枝幸目梨泊中継局についても紹介する。

## 枝幸テレビ・FM中継局

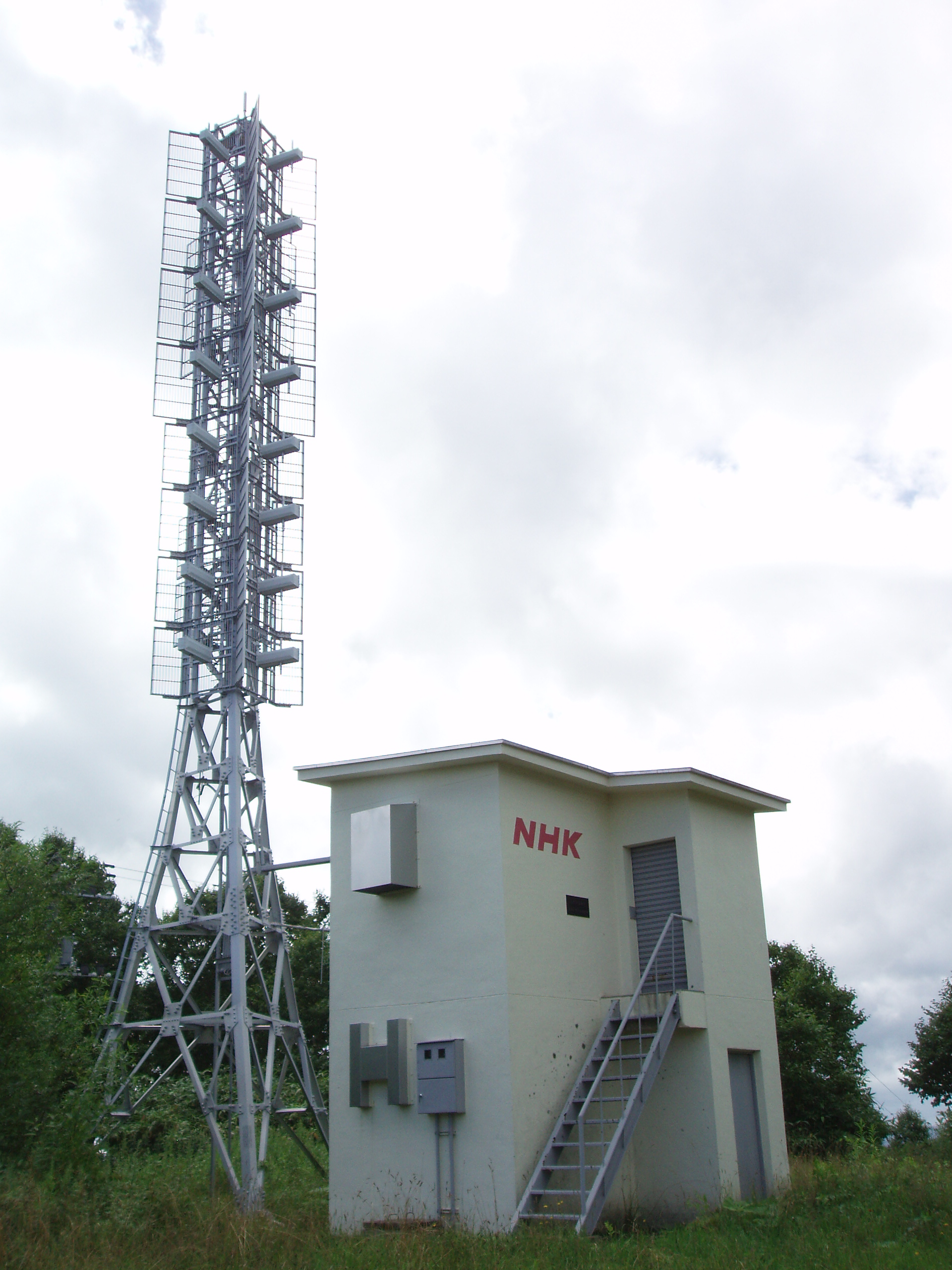
枝幸中継局
（NHK）

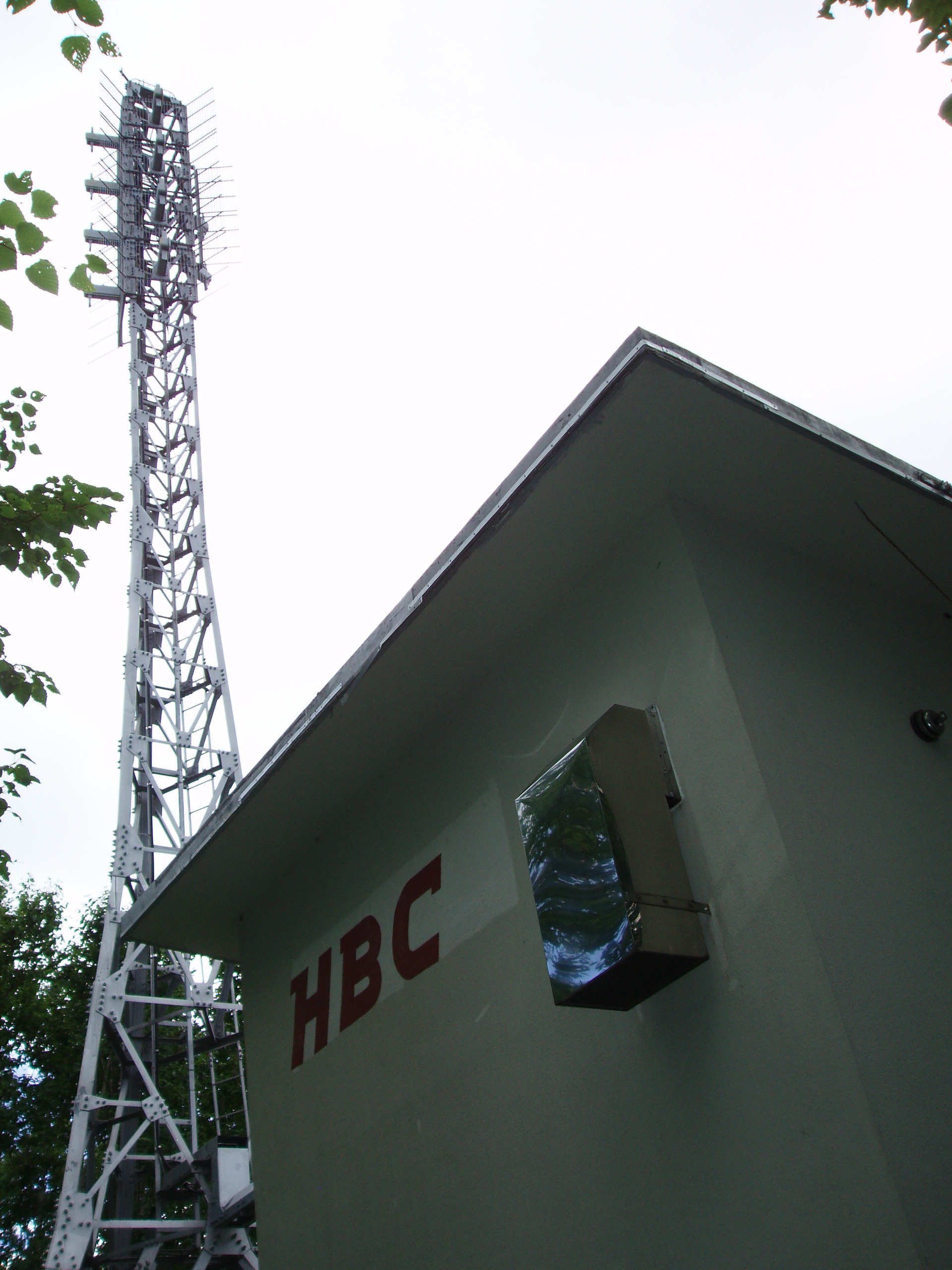
枝幸中継局
（HBCアナログ）

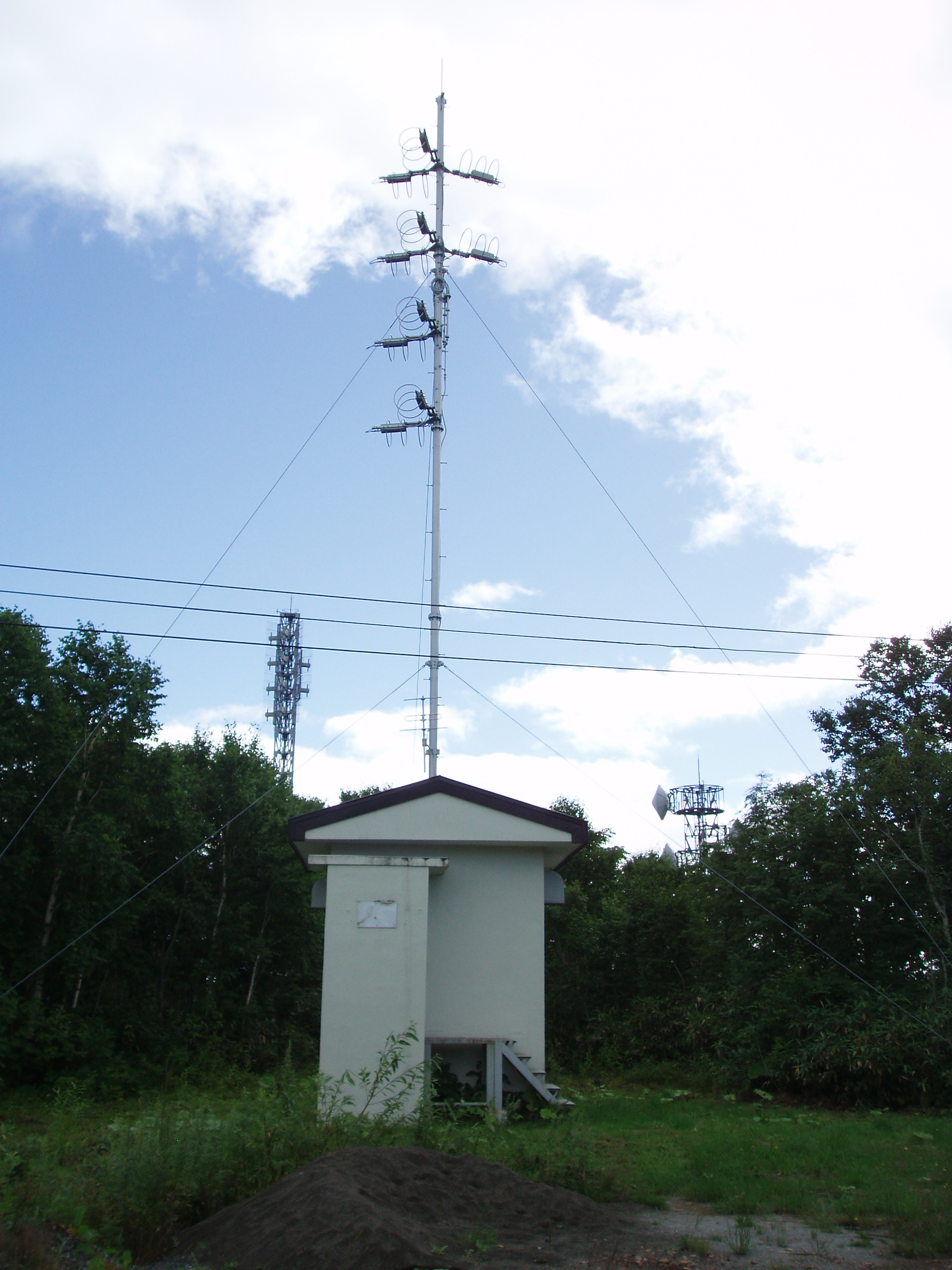
枝幸中継局
（STVアナログ）

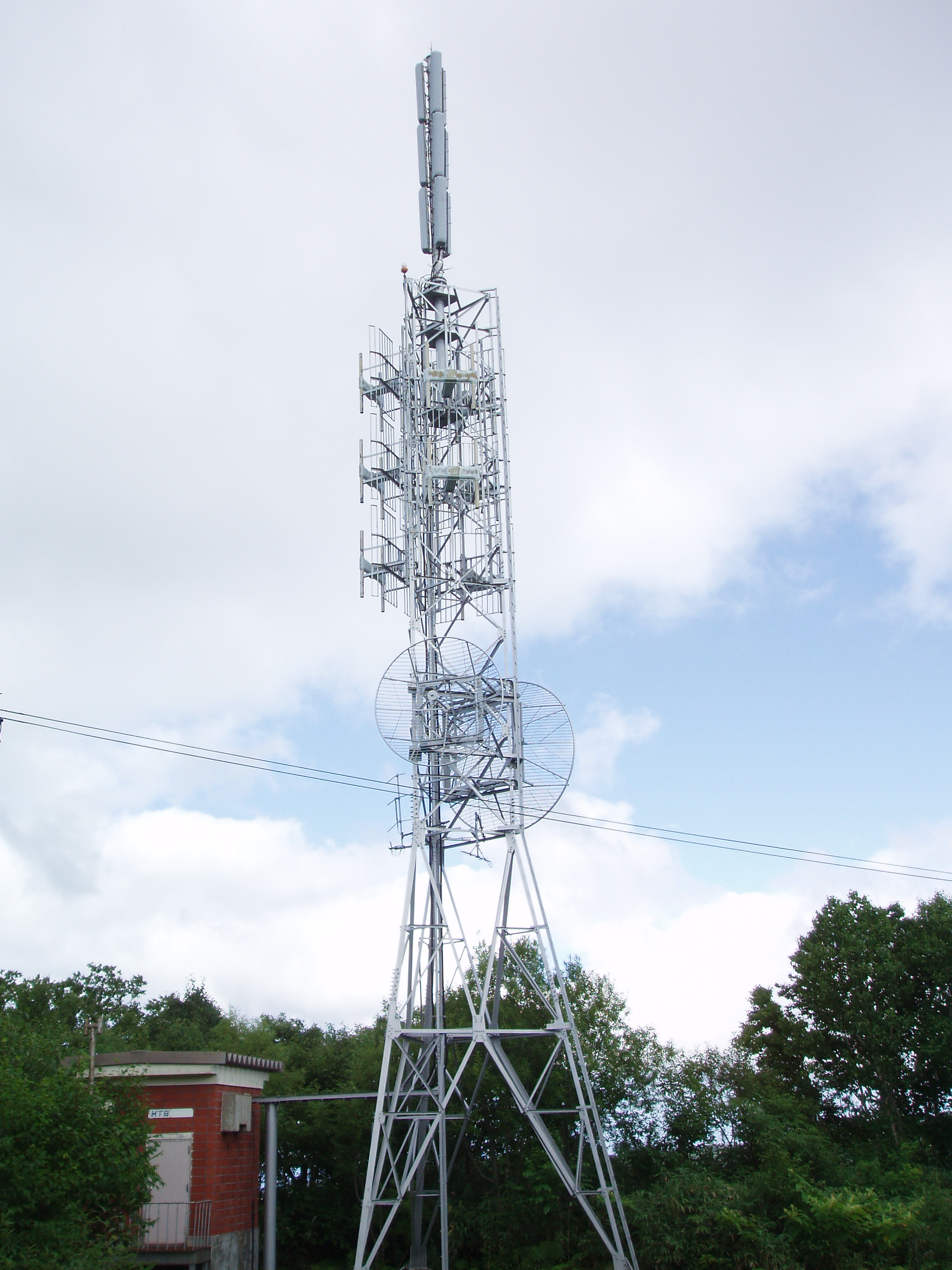
枝幸中継局
（HTB・UHB）
デジタルではHBC・STV・TVhも包含

### デジタルテレビジョン放送
| ID | 放送局名             | 物理 チャンネル | 空中線 電力 | ERP | 偏波面   | 放送対象地域                         | 放送区域 内世帯数 | 運用開始日      |
| -- | -------------------- | --------------- | ----------- | --- | -------- | ------------------------------------ | ----------------- | --------------- |
| 1  | HBC 北海道放送       | 19              | 5W          | 67W | 水平偏波 | 北海道                               | 約3400世帯        | 2010年 12月1日  |
| 2  | NHK 旭川教育         | 26              | 5W          | 85W | 水平偏波 | 全国                                 | 約3400世帯        | 2010年 12月1日  |
| 3  | NHK 旭川総合         | 28              | 5W          | 83W | 水平偏波 | 道北圏 （上川・留萌・ 宗谷・北空知） | 約3400世帯        | 2010年 12月1日  |
| 5  | STV 札幌テレビ放送   | 49              | 5W          | 66W | 水平偏波 | 北海道                               | 約3400世帯        | 2010年 12月1日  |
| 6  | HTB 北海道テレビ放送 | 51              | 5W          | 64W | 水平偏波 | 北海道                               | 約3400世帯        | 2010年 12月1日  |
| 7  | TVh テレビ北海道     | 44              | 5W          | 70W | 水平偏波 | 北海道                               | 約3400世帯        | 2014年 11月27日 |
| 8  | UHB 北海道文化放送   | 52              | 5W          | 63W | 水平偏波 | 北海道                               | 約3400世帯        | 2010年 12月1日  |

- TVh以外の各局は、2010年9月9日に予備免許交付、12月1日に本免許交付され、同日から本放送開始。
- TVhは2014年8月25日に予備免許交付[2]、10月29日に試験電波発射、11月27日に本免許交付され、同日から本放送開始[3]。

### アナログテレビジョン放送
| チャンネル 番号 | 放送局名             | 空中線 電力        | ERP                | 偏波面       | 放送対象地域                         | 放送区域 内世帯数 | 運用開始日      |
| --------------- | -------------------- | ------------------ | ------------------ | ------------ | ------------------------------------ | ----------------- | --------------- |
| 3               | HTB 北海道テレビ放送 | 映像10W/ 音声2.5W  | 映像43W/ 音声10.5W | 垂直偏波     | 北海道                               | 不明              | 1980年 6月4日   |
| 4               | NHK 旭川総合         | 映像10W/ 音声2.5W  | 映像47W/ 音声11.5W | 垂直偏波     | 道北圏 （上川・留萌・ 宗谷・北空知） | 不明              | 1964年 9月21日  |
| 6               | STV 札幌テレビ放送   | 映像10W/ 音声2.5W  | 映像49W/ 音声12W   | 垂直偏波     | 北海道                               | 不明              | 1965年 11月27日 |
| 10              | HBC 北海道放送       | 映像10W/ 音声2.5W  | 映像48W/ 音声12W   | 垂直偏波     | 北海道                               | 不明              | 1969年 11月10日 |
| 12              | NHK 旭川教育         | 映像10W/ 音声2.5W  | 映像49W/ 音声12W   | 垂直偏波     | 全国                                 | 不明              | 1964年 9月21日  |
| 62              | UHB 北海道文化放送   | 映像50W/ 音声12.5W | 映像1kW/ 音声250W  | 水平偏波     | 北海道                               | 不明              | 1980年 6月4日   |
| 60 （割当のみ） | TVh テレビ北海道     | （開局せず）       | （開局せず）       | （開局せず） | （開局せず）                         | （開局せず）      | （開局せず）    |

- TVhのアナログ放送はチャンネルの割り当て（60ch）がなされていたものの、地上デジタル放送（地デジ）への移行が決まっていたため、中継局は開局されなかった。
- 地デジは2014年11月27日に開局したTVhを除き、2010年12月1日に開局した（当初は2009年に開局予定だった）。
- 当初、枝幸中継局の地デジは以下のチャンネル（周波数）が割り当てられていたが、一部チャンネルで網走送信所と混信（夏場におけるダクト現象により）する可能性が出てきたため周波数が変更されることになった（太字は変更された割り当てチャンネル）。
  - （変更前）16・18・20・22・24・26・28→（変更後）19・26・28・44・49・51・52
- HTBは親局がUHFの放送局としては数少ないVHF帯の中継局である。他には、小樽・定山渓・岩内・上川・浦河・中標津・羅臼・北桧山の各中継局もVHF帯で送信されていた。

### FMラジオ放送
| 周波数  | 放送局名   | 空中線 電力 | ERP | 偏波面   | 放送対象地域                         | 放送区域 内世帯数 | 運用開始日 |
| ------- | ---------- | ----------- | --- | -------- | ------------------------------------ | ----------------- | ---------- |
| 89.9MHz | NHK 旭川FM | 10W         | 18W | 垂直偏波 | 道北圏 （上川・留萌・ 宗谷・北空知） | -                 | -          |

- 民放FMの中継局は設置されていない。

## 枝幸問牧中継局と枝幸目梨泊中継局
枝幸中継局の電波が受信しにくい両地区に設置されたミニサテライト局。地上デジタルは当初、NHK旭川放送局が開局、TVhを除く民放が自力建設困難となっていたが、2010年に有線放送（えさしオプティカルステーション）によるサービスに移行した（当該地域だけでなく、中心市街地及び旧歌登町域を含めた枝幸町内全域でカバーする形式）。

### 枝幸問牧中継局

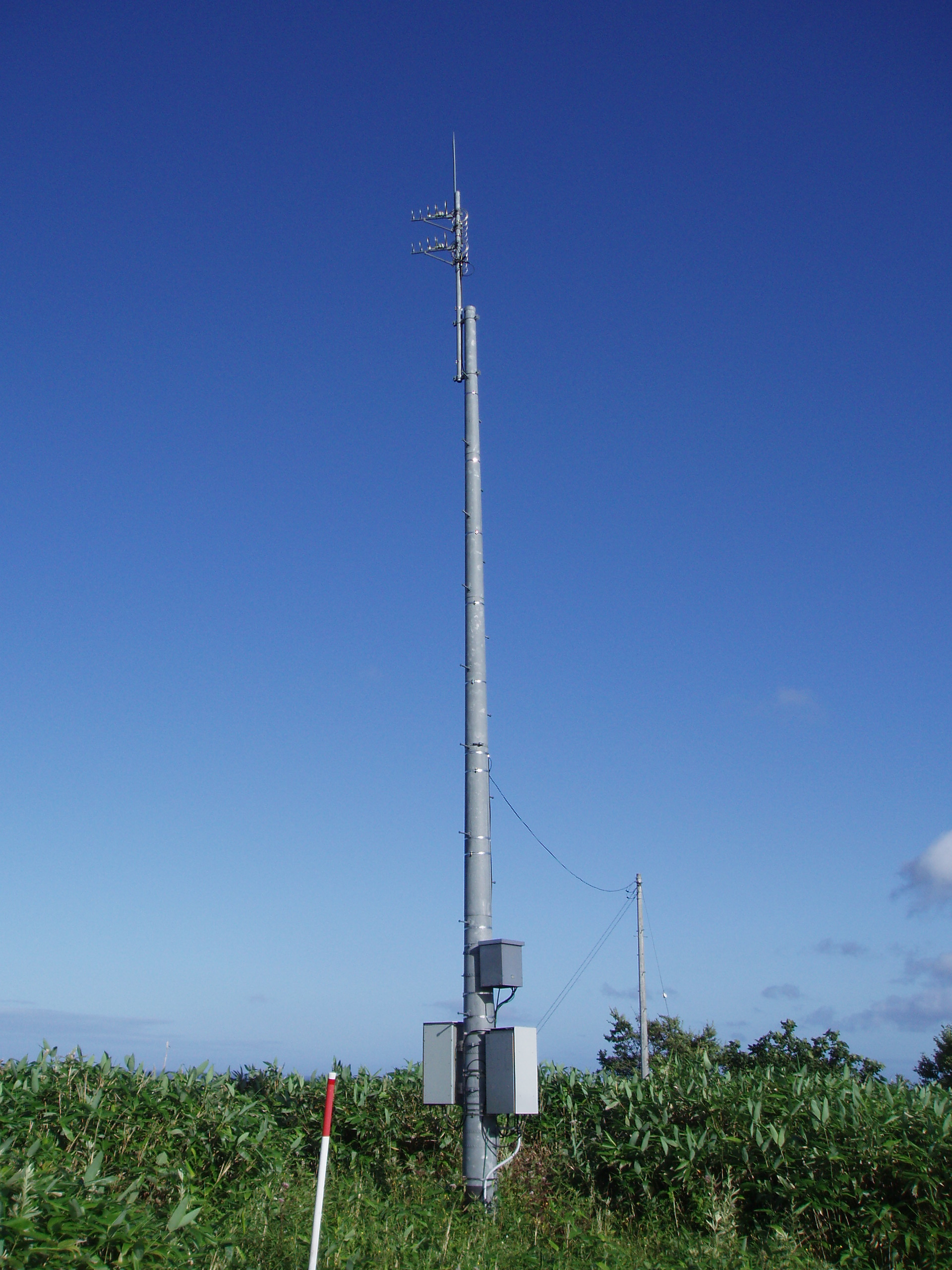
枝幸問牧中継局

| チャンネル 番号 | 放送局名             | 空中線 電力         | ERP                  | 偏波面       | 放送対象地域                         | 放送区域 内世帯数 | 運用開始日   |
| --------------- | -------------------- | ------------------- | -------------------- | ------------ | ------------------------------------ | ----------------- | ------------ |
| 36              | UHB 北海道文化放送   | 映像100mW/ 音声25mW | 映像440mW/ 音声110mW | 水平偏波     | 北海道                               | -                 | -            |
| 38              | HTB 北海道テレビ放送 | 映像100mW/ 音声25mW | 映像440mW/ 音声110mW | 水平偏波     | 北海道                               | -                 | -            |
| 40              | STV 札幌テレビ放送   | 映像100mW/ 音声25mW | 映像440mW/ 音声110mW | 水平偏波     | 北海道                               | -                 | -            |
| 42              | HBC 北海道放送       | 映像100mW/ 音声25mW | 映像440mW/ 音声110mW | 水平偏波     | 北海道                               | -                 | -            |
| 44              | NHK 旭川総合         | 映像100mW/ 音声25mW | 映像440mW/ 音声110mW | 水平偏波     | 道北圏 （上川・留萌・ 宗谷・北空知） | -                 | -            |
| 46              | NHK 旭川教育         | 映像100mW/ 音声25mW | 映像440mW/ 音声110mW | 水平偏波     | 全国                                 | -                 | -            |
| （割当なし）    | TVh テレビ北海道     | （開局せず）        | （開局せず）         | （開局せず） | （開局せず）                         | （開局せず）      | （開局せず） |

### 枝幸目梨泊中継局
| チャンネル 番号 | 放送局名             | 空中線 電力         | ERP                  | 偏波面       | 放送対象地域                         | 放送区域 内世帯数 | 運用開始日   |
| --------------- | -------------------- | ------------------- | -------------------- | ------------ | ------------------------------------ | ----------------- | ------------ |
| 49              | NHK 旭川教育         | 映像100mW/ 音声25mW | 映像1.95W/ 音声490mW | 水平偏波     | 全国                                 | -                 | -            |
| 51              | NHK 旭川総合         | 映像100mW/ 音声25mW | 映像1.9W/ 音声480mW  | 水平偏波     | 道北圏 （上川・留萌・ 宗谷・北空知） | -                 | -            |
| 53              | HBC 北海道放送       | 映像100mW/ 音声25mW | 映像1.9W/ 音声480mW  | 水平偏波     | 北海道                               | -                 | -            |
| 55              | STV 札幌テレビ放送   | 映像100mW/ 音声25mW | 映像1.9W/ 音声480mW  | 水平偏波     | 北海道                               | -                 | -            |
| 57              | HTB 北海道テレビ放送 | 映像100mW/ 音声25mW | 映像1.9W/ 音声480mW  | 水平偏波     | 北海道                               | -                 | -            |
| 59              | UHB 北海道文化放送   | 映像100mW/ 音声25mW | 映像1.9W/ 音声480mW  | 水平偏波     | 北海道                               | -                 | -            |
| （割当なし）    | TVh テレビ北海道     | （開局せず）        | （開局せず）         | （開局せず） | （開局せず）                         | （開局せず）      | （開局せず） |

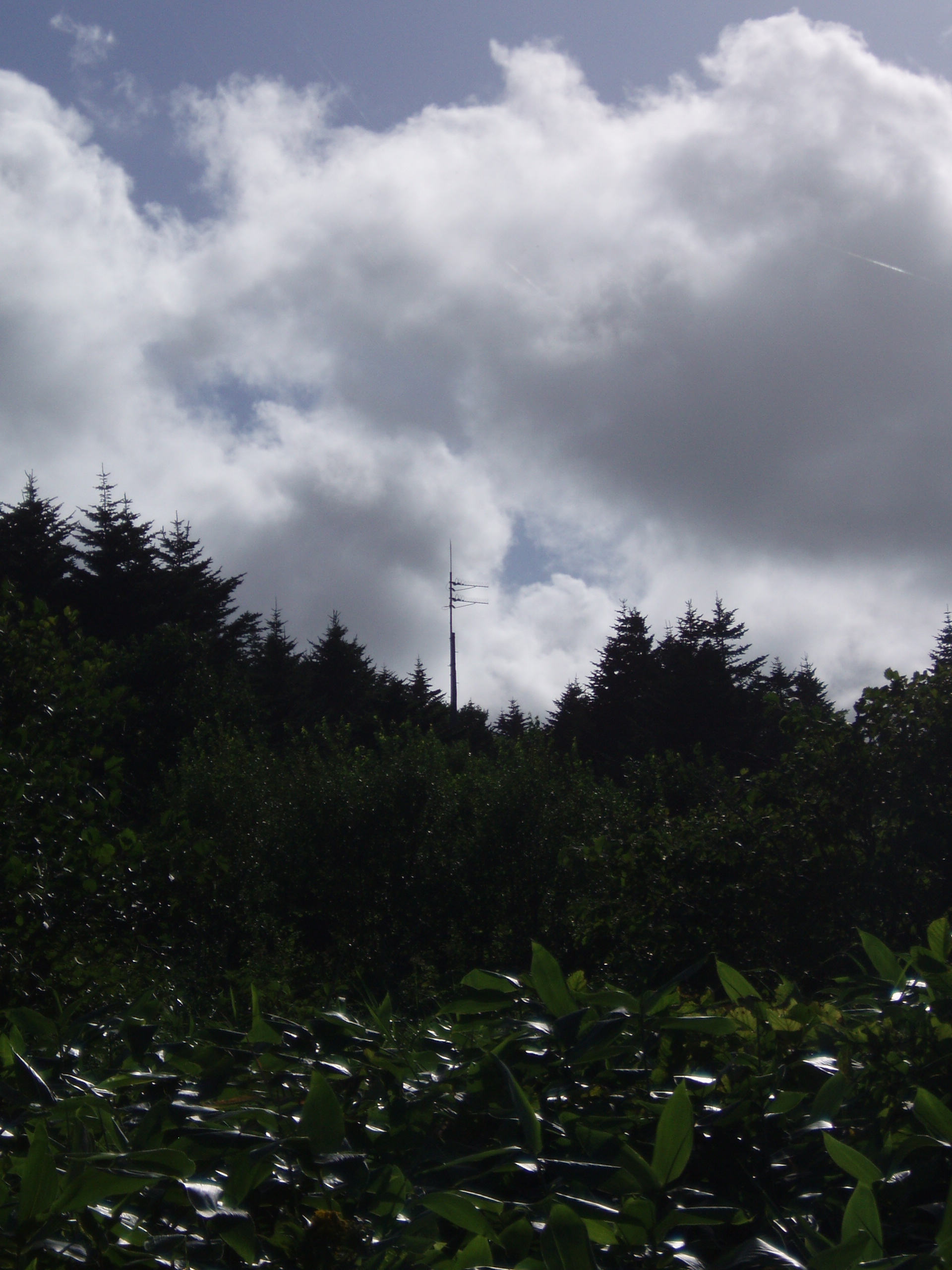
枝幸目梨泊中継局

- 地デジは有線放送でカバーされることになった。

## その他

### 放送エリア
- 基本的には枝幸町全域。

### 放送局の管轄
- アナログ放送ではNHK・HBC・STVは旭川放送局の管轄（受信元の中継局は知駒中継局）でHTB・UHBは網走送信所の管轄（受信元の中継局は紋別中継局）の下にあったが、デジタル放送はNHK・民放各局とも旭川送信所の管轄（受信元の中継局は知駒中継局）に統一されている。

### テレビ放送での紹介
- NHK旭川放送局の道北・北空知地域向けに放送されるローカルニュースで冬場での枝幸中継局の設備保守および送受信アンテナの除雪の様子が紹介されたことがあった。